# Њубург (Кентаки)
Њубург (енгл. Newburg) град је у америчкој савезној држави Кентаки.

## Демографија
По попису из 2000. године број становника је 20.636.
| Група             | 2000.          | 2010.    |
| Белци             | 7.577 (36,7%)  | 0 (0,0%) |
| Афроамериканци    | 11.986 (58,1%) | 0 (0,0%) |
| Азијати           | 179 (0,9%)     | 0 (0,0%) |
| Хиспаноамериканци | 560 (2,7%)     | 0 (0,0%) |
| Укупно            | 20.636         | 0        |